# Paraphytoseius chihpenensis
Paraphytoseius chihpenensis är en spindeldjursart som beskrevs av Ho och Lo 1989. Paraphytoseius chihpenensis ingår i släktet Paraphytoseius och familjen Phytoseiidae. Inga underarter finns listade i Catalogue of Life.